# 源隆綱 (醍醐源氏)
源 隆綱（みなもと の たかつな）は、平安時代中期から後期にかけての公卿。醍醐源氏高明流、権大納言・源隆国の次男。官位は正三位・参議。

## 官職歴
- 天喜2年2月22日（1054年4月2日） - ?　能登権守
- 天喜3年2月2日（1055年3月2日） - ?　侍従
- 天喜5年2月30日（1057年4月6日） - 康平2年2月15日（1059年3月31日）　左近衛少将
- 天喜6年正月30日（1058年2月25日） - ?　備後介
- 康平2年2月15日（1059年3月31日） - 康平6年3月30日（1063年5月1日）　右近衛少将
- 康平3年正月11日（1060年2月15日） - ?　蔵人
- 康平6年3月30日（1063年5月1日） - 治暦5年2月26日（1069年3月21日）　左近衛権中将
- 治暦2年12月13日（1067年1月1日） - 承保元年9月26日（1074年10月19日）　修理権大夫
- 治暦3年12月14日（1068年1月21日） - ?　蔵人頭
- 治暦4年4月17日（1068年5月20日） - 承保元年9月26日（1074年10月19日）　参議
- 治暦5年正月 - 延久3年（1072年）?　備後権守
- 治暦5年2月26日（1069年3月21日） - 承保元年9月26日（1074年10月19日）　右近衛権中将
- 延久6年正月28日（1074年2月26日） - 承保元年9月26日（1074年10月19日）　美濃権守

## 位階歴
- 永承7年正月5日（1052年2月8日）　従五位下
- 天喜6年正月6日（1058年2月1日）　従五位上
- 康平2年正月5日（1059年2月19日）　正五位下
- 康平4年正月6日（1061年1月29日）　従四位下
- 康平8年正月5日（1065年2月12日）　従四位上
- 治暦元年10月11日（1065年11月11日）　正四位下
- 延久3年11月18日（1071年12月12日）　従三位
- 延久6年6月16日（1074年7月12日）　正三位